# مقبرة الشبيكة
مقبرة الشبيكة إحدى مقابر مكة المكرمة، وتعرف بمقبرة الأحلاف وهم بنو عبد الدار بن قصي وبنو مخزوم وبنو سهم وبنو جمح وبنو عدي بن كعب، وقد سبق أن بنى الشيخ علي الشحومي المغربي سورا عليها سنة 1274 هـ، وبنى فيها مكانا لتغسيل الموتى، وفي العهد السعودي جدد بناء سور المقبرة سنة 1374 هـ لتهدمه. قال ابن ظهيرة في الجامع اللطيف: "نقل الفاسي عن الفاكهي أن مقبرة المطيين قديما كانت بأعلى مكة ومقبرة الأحلاف بأسفل مكة، ثم قال: والظاهر أن مقبرة الأحلاف هي هذه المقبرة"، يعني بذلك الشبيكة لأنه لا يعرف بأسفل مكة مقبرة سواها ودفن الناس بها إلى الآن مشعر بذلك.